# Adolph Wilhelm Otto

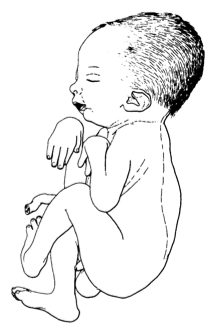
ilustracja obrazująca artrogrypozę w podręczniku Adolpha Wilhelma Otto Monstrorum sexcentorum anatomica

Adolph Wilhelm Otto (ur. 3 sierpnia 1786 w Greifswaldzie, zm. 14 stycznia 1845 we Wrocławiu) – niemiecki lekarz anatom; nauczyciel akademicki związany z uczelniami we Frankfurcie nad Odrą i Wrocławiu.

## Życiorys
Urodził się w 1786 roku w Greifswald w Pomorzu Przednim, gdzie ukończył kolejno szkołę elementarną i średnią, a następnie podjął studia medyczne na frankfurckiej Viadrinie oraz Uniwersytecie w Greifswaldzie. W 1808 roku uzyskał stopień naukowy doktora nauk medycznych, po czym podjął pracę jako prosektor razem z Carlem Augustem Wilhelmem Berendsem w klinice frankfurckiej. W 1811 roku habilitował się i otrzymał stanowisko profesora.
W trakcie studiów oraz swojej działalności akademickiej odbył podróże po Niemczech, Holandii i Francji. W 1813 roku został profesorem anatomii na nowo powstałym Uniwersytecie Wrocławskim, który powstał z połączenie frankfurckiej Viadriny oraz wrocławskiej Leopoldiny. W 1820 roku został członkiem Niemieckiej Akademii Nauk Leopoldina. Rok później został wybrany do śląskiego Kolegium Medycznego, a w 1831 roku został członkiem Królewskiej Szwedzkiej Akademii Nauk w Sztokholmie. W latach 1838–1839 piastował urząd rektora Uniwersytetu Wrocławskiego. Zmarł w 1845 roku we Wrocławiu.

## Dorobek naukowy
Adolph Wilhelm Otto Opublikował wiele artykułów i książek na temat anatomii patologicznej. Jego najważniejszą książką był podręcznik Monstrorum sexcentorum anatomica z 1841 roku, który opisywał schorzenie artrogrypozy. Do jego najważniejszych prac należą:
- Monstrorum trium cerebro atque cranio destitutotum anatomica et physiologica disquisito, Greifswald 1808.
- Monstrorum sex humanorum anat. Et physiol. Disquisito, praca habilitacyjna
- Handbuch der pathologischen Anatomie des Menschen und der Thiere, Breslau 1814.
- Seltene Beobachtungen zur Anatomie, Physiologie und Pathologie gehörig, 2 tomy, Breslau, Berlin, 1816, 1824.
- Lehrbuch der pathologischen Anatomie, Breslau, 1841.